# باغبان مرگ
باغبان مرگ نمایشنامه‌ای نوشتهٔ محمد چرمشیر است که در سال ۱۳۹۰ توسط انتشارات نیلا چاپ شده‌است. کتابی که انتشارات نیلا با این عنوان منتشر کرده‌است شامل چهار نمايشنامه است. نمایشنامه‌های دیگر در این مجلد عباتند از: نامه‌هایی به تب، جاده‌ طولانی مارپیچ و پدر عزیزم.

## داستان
داستان نمايش باغبان مرگ مربوط به قاتل زنجيره‌ای دهه ۵۰ با نام «آلبرت کامبرن» است که ۲۵ زن را به قتل می‌رساند و در حرکت جالب و متکبرانه‌ای آن‌ها را در باغچه خانه‌اش به‌صورت مجسمه درست می‌کند. اين قاتل هيچ خبرنگاری را برای مصاحبه نمی‌پذيرد. دو هفته مانده به اعدامش می‌پذيرد که با يک خبرنگار زن آمريکايی مصاحبه کند و به‌عنوان آخرين اثر هنری‌اش با تکنيک عجيبی که در نمايشنامه آمده‌است، او را مسموم کرده و در نامه‌ای می‌نويسد «شما را به‌عنوان آخرين اثر هنری‌ام مسموم کردم». این نمایشنامه بر اساس داستان حکایت آرنولد کرامبک، نوشته پاتریک مک‌گراث نوشته شده‌است. نمایشنامه‌های دیگری که در این نسخه آمده‌است عبارتند از: نامه‌هایی به تب، جاده طولانی مارپیچ و پدر عزیزم.

## اجرا
باغبان مرگ به کارگردانی آروند دشت‌آرای در سی و دومین جشنواره بین‌المللی تئاتر فجر، تماشاخانه ایرانشهر، سالن سمندریان به‌روی صحنه رفته‌است، و یک بار نیز توسط آتیلا پسیانی به‌صورت آنلاین نمایشنامه‌خوانی شده‌است.